# Ninja Gaiden Sigma
Ninja Gaiden Sigma, estilizado como Ninja Gaiden Σ, é um jogo de ação e aventura desenvolvido pela Team Ninja para o PlayStation 3. É um port melhorado de Ninja Gaiden, originalmente lançado no Xbox em 2004, e é a segunda expansão para o jogo após de Ninja Gaiden Black. O jogo foi lançado no verão de 2007 para revisões muito positivas. Em 2012, um port para o PlayStation Vita, intitulado Ninja Gaiden Sigma Plus foi lançado no mesmo dia do console lançado na Europa e América do Norte.

## Jogabilidade
A jogabilidade do Sigma é muito semelhante à versão original, embora com algumas modificações feitas no jogo. Como a versão original, os movimentos do jogador e o sistema de combate são direcionados usando o gamepad do console, que compreende o thumbstick esquerdo, dois botões de ataque e um botão de bloco. O jogo apresenta uma grande seleção de armas para Ryu para exercer cada um com vantagens e desvantagens que afetam a forma como o jogador se aproxima de combate. Uma nova adição ao arsenal de Ryu é um par de espadas duplas, Dragon's Claw e Tiger's Fang. Ele também fornece Ryu feitiços mágicos na forma de ninpo, o que lhe permite infligir danos pesados sobre os inimigos, potencialmente evitando danos ele mesmo. Ao agitar o controlador Sixaxis, os jogadores são capazes de aumentar o poder de seus feitiços ninpo. Rachel, um personagem não jogável no jogo de 2004, tornou-se jogável em três novos capítulos, apresentando os novos chefes, Gamov e Alterator. Alguns dos elementos de design dos antigos níveis também foram alterados e vários novos tipos de inimigos foram introduzidos.
Além do Narrativo Story Mode, o Sigma incluiu uma variação de jogo chamada Mission Mode. Focado na ação, em vez de desenvolvimento de caráter, isso proporciona missões baseadas em combate, principalmente em áreas pequenas. Nos modos História e Missão, a pontuação do jogo é baseada na velocidade do jogador na eliminação de encontros, no número de mortes alcançadas, no número de ninpos não utilizados restantes no final e na quantidade de dinheiro coletado. Os jogadores podem comparar suas pontuações em placas de ranking on-line. Além disso, os jogadores têm a opção de personalizar a aparência de personagens do jogador, com trajes selecionáveis para Ryu e penteados para Rachel.

## Enredo
Ninja Gaiden Sigma, como o original, estrelas do jovem dragão ninja Ryu Hayabusa como ele luta contra o Santo Império Vigoor para salvar sua aldeia. Ele é emprestado o lendário Dragon Sword por seu pai antes do início do jogo. A edição de Sigma inclui missões extras com Rachel (um caçador de Diabos do Santo Império Vigoor que está na posse da maldição do "Diabo"), e um novo Modo de Missão que não afeta o enredo global.
Ao contrário do jogo original, a história agora abrange 19 capítulos em oposição a 16, com o extra três estrelando Rachel. No início do jogo, o jogador assume o controle de Ryu enquanto ele se infiltra na fortaleza do clã da Sombra. Ryu está lá para visitar seu tio, o líder do clã Murai. Durante o bate-papo, Ayane dá notícias de uma invasão na aldeia de Hayabusa. Lutando seu caminho de volta para sua aldeia, Ryu encontra Doku, que matou a donzela Kureha santuário Hayabusa e tomou a Dark Dragon Blade. Ryu é cortado por Doku com a Lâmina roubada, mas ele é trazido de volta à vida como um "soldado de vingança" por um falcão, o animal espiritual dos Hayabusas.
Buscando vingança pela morte de Kureha, Ryu aprende com Murai que os invasores eram de Vigoor, então ele se afasta em uma aeronave voltada para o império. Lutando seu caminho pelas ruas de sua capital, Tairon, Ryu enfrenta vários patrões, incluindo os três maiores Fiends. Ele derrota Alma em uma batalha que destrói a cidade, mas a deixa à mercê de Rachel. Por outro lado, Rachel não consegue se matar a sua irmã, e é tomada por Doku, que se prepara para sacrificá-la em um ritual para aumentar o poder de Alma. Com ajuda de Alma, Ryu resgata Rachel e destrói o espírito de Doku, mas com sua respiração morrendo Doku lança a maldição do sangue em Ryu. A única maneira de Ryu para levantar a maldição é matar o imperador, então ele tempestades do palácio, derrotando Marbus que impede seu caminho para o reino pessoal do imperador. Duas lutas de chefe sucessivas devem ser completadas para destruir o Imperador e recuperar a Lâmina do Dragão Negro - uma vez que isso é realizado, seu reino começa a destruir. Ryu deve então ser manobrado para cima de uma série de bordas para escapar, mas no processo ele perde seu controle sobre a Dark Dragon Blade.
O Blade caído aterra aos pés de uma figura, o Discípulo das Trevas, que tem sido sombra Ryu durante todo o jogo. Tendo o Blade, o Discípulo revela-se a ser o líder do clã Murai. Ele admite que o ataque à aldeia de Hayabusa foi parte de seu plano para restaurar o poder maligno da Lâmina, usando almas colhidas por Ryu. Desenho na Lâmina, Murai transforma-se, preparando o palco para a luta chefe final. Ryu derrota Murai e quebra a Lâmina com a Espada do Dragão Verdadeiro. Vitorioso, Ryu transforma-se em um falcão e voa para a aldeia Hayabusa. Na cena final do jogo ele coloca o Olho de Dragão, usado para aprimorar sua espada, na lápide de Kureha e desaparece na noite. A história é continuada na sequência espiritual, Ninja Gaiden Sigma 2.

## Desenvolvimento
Em 2006, Tecmo e Sony anunciaram o desenvolvimento de Ninja Gaiden Sigma para a PlayStation 3. Eidos obteve os direitos editoriais europeus para este jogo. Tomonobu Itagaki não teve um papel direto no Sigma, e julgou-o um jogo defeituoso,  embora reconhecesse que Sigma deu a proprietários de PlayStation um gosto de Ninja Gaiden.
O hardware mais poderoso do PlayStation 3 deu ao Team Ninja a oportunidade de revisar os gráficos do jogo para usar texturas maiores e mais detalhadas. Foram feitas mudanças no mundo do jogo, com algumas novas áreas e vários pontos de salvamento e lojas adicionais, e alterações no motor do jogo permitem que os jogadores atirem flechas no ar, lutem em superfícies de água e jogam como Rachel em algumas Capítulos e missões.
Em Julho de 2007, a Tecmo lançou uma demonstração e um novo modo de jogo, o Survival Mode, para a Sigma através da PlayStation Network. A demo limita os jogadores ao primeiro capítulo do jogo, mas permite que eles joguem como Rachel em uma missão separada. Modo de Sobrevivência compreende missões em que os jogadores continuam lutando até que eles tenham matado todos os seus adversários, ou seu personagem foi derrotado.

## Recepção
Assim como Ninja Gaiden e Ninja Gaiden Black, Ninja Gaiden Sigma recebeu críticas positivas, atualmente mantendo uma pontuação média de 86,72% na GameRankings e 88/100 na Metacritic, com base em 58 e 46 comentários, respectivamente.
Os críticos variaram em suas opiniões sobre os aspectos técnicos do Ninja Gaiden Sigma. Embora o site de jogos 1UP.com tenha chamado os gráficos atualizados de "uma linda reelaboração do clássico ninja moderno", o Pro-G disse que eles eram médios pelos padrões da próxima geração e mostraram "rasgões ocasionais, bordas irregulares e colisão incompatível Entre manchas de sangue e paredes".
Embora os avaliadores apreciaram a retenção da jogabilidade das versões anteriores, a falta de Sigma de novas características atraentes fez com que questionem o seu valor como "um remake de um remake". A Pro-G disse que a Sigma não valia a pena seu preço de jogo completo porque "está, de fato, disponível há anos de uma forma ou de outra". O Eurogamer afirmou que Sigma não tinha o "fator uau" quando comparado a Deus da Guerra e sua sequela. IGN não estava animado sobre jogar como Rachel e desejava "voltar para as seções de Ryu simplesmente porque ele é mais divertido de jogar". O DailyGame, no entanto, apreciou a mudança de ritmo, dizendo que Rachel trará uma "pausa muito necessária para os recém-chegados e fornecer algo novo para jogadores experientes".
46.307 unidades foram vendidas na primeira semana de lançamento no Japão, tornando-se o terceiro jogo mais vendido durante esse período. De acordo com o NPD Group, em seu primeiro mês Sigma vendeu 63.637 cópias nos Estados Unidos. Next Generation informou que a partir de abril de 2008, 470.000 cópias de Sigma foram vendidos na Europa e América do Norte. A Tecmo anunciou que vendeu 500 mil unidades em todo o mundo.

## Ninja Gaiden Sigma Plus
Ninja Gaiden Sigma Plus é um port de Ninja Gaiden Sigma para o PlayStation Vita lançado em 2012. Assim como Ninja Gaiden Black o modo "Ninja Dog", Sigma Plus apresenta uma dificuldade mais fácil chamada modo "Hero", tornando-o mais acessível aos jogadores casuais. Ele também tira proveito dos recursos adicionais que o Vita oferece, incluindo gyroscopic primeira pessoa apontando (inclinando o PlayStation Vita, o jogador pode ajustar o ângulo de câmera em primeira pessoa modos de visualização), touchpad controles traseiros (tocando símbolos usando a parte traseira Touchpad permitirá Ryu para aumentar o poder de seu Ninpo), controles de tela sensível ao toque (jogadores podem entrar em modo de primeira pessoa tocando na tela de toque). Além disso, Ninja Gaiden Sigma Plus oferece novos conjuntos de acessórios que Ryu e Rachel pode equipar. Nesse terceiro port foram feitas algumas pequenas mudanças foi adicionado
- Novas roupas para Rachel e uma nova para o Ryu que é o mesmo do terceiro jogo antes de ser lançado.
- Utilização do ninpo com sistema Touch Screen.
- Novos designs dos menus no Ninja Trials, Survival Mode e o menu do pause.
- Sistema de troféus já incluído.
- Novo ícone de lifebar de Ryu e Rachel.
- Foi adicionado no menu de pause a opção de mudar acessórios e roupas.